# セス・ローゲン
セス・ローゲン（Seth Rogen, 1982年4月15日 - ）は、カナダ出身の俳優、コメディアン、映画製作者、脚本家。現在はアメリカ合衆国に拠点を置いている。

## 来歴

### 生い立ち
ブリティッシュコロンビア州バンクーバー出身のユダヤ系。両親はイスラエルで出会った。13歳でスタンダップコメディアンとしてデビューし、16歳の時にバンクーバーのアマチュア・コメディアン・コンテストで2位になった。

### キャリア
1999年に『フリークス学園』でテレビに初出演し、同番組のプロデューサー、ジャド・アパトーに招かれ、ハリウッドに移る。2001年に『ドニー・ダーコ』で映画初出演を果たす。
2005年公開の『40歳の童貞男』で注目を集め、2007年公開の『無ケーカクの命中男/ノックトアップ』や『スーパーバッド 童貞ウォーズ』がヒットし、人気のコメディアンとなった。
脚本家としても活躍しており、『スーパーバッド 童貞ウォーズ』ではカナディアン・コメディ・アワードの脚本賞を受賞した。2007年公開のオーウェン・ウィルソン主演の『Mr.ボディガード/学園生活は命がけ!』の脚本も手掛けた。
2011年1月に脚本・主演した『グリーン・ホーネット』のプロモーションのために監督のミシェル・ゴンドリーやジェイ・チョウらと共に来日を果たした。その際には3人で昼番組の『王様のブランチ』にも生ゲスト出演をした。

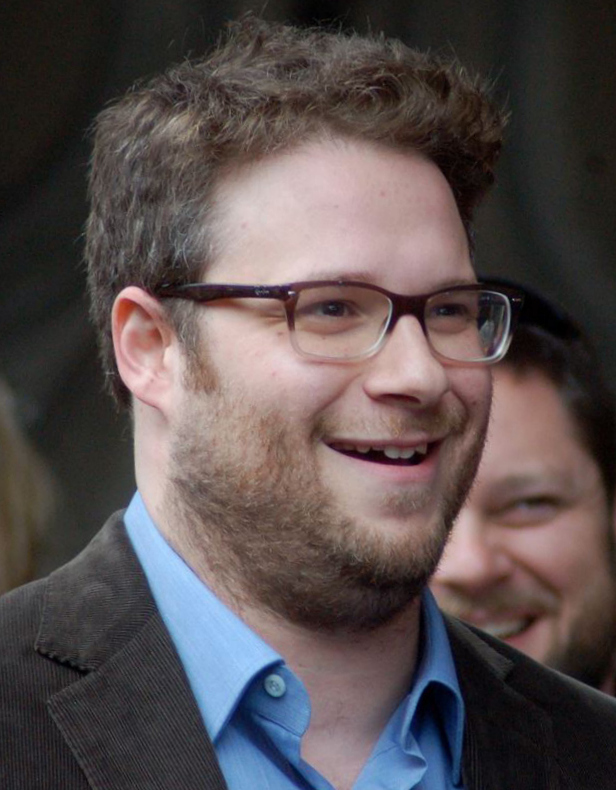
2013年撮影

2013年の『ディス・イズ・ジ・エンド 俺たちハリウッドスターの最凶最期の日』は、初めて、監督をつとめた（長年のパートナーであるエヴァン・ゴールドバーグとの共同監督）。
2014年の『ザ・インタビュー』は配給を手掛けたソニー・ピクチャーズに対するサイバーテロと関連付けられ、米国各地で公開中止になったが、オバマ大統領が映画業界の自己規制を助長する可能性があるとしてソニー・ピクチャーズを批判する声明を発表し、米国時間の12月24日にオンラインで公開された。

### 私生活
2011年、7年間の交際を経て、アメリカ人女優のローレン・ミラーと結婚した。彼女はローレン・ミラー・ローゲン名義で、2018年に「パパと娘のハネムーン」で監督デビューしている。

### 社会活動
義母が55歳の時に若年性アルツハイマー病となり苦労した経験を元に、2012年にアルツハイマー病の研究と家族を支援する資金を集める為の事前団体「ヒラリティー・フォー・チャリティー（慈善を楽しむ）」を立ち上げ、2014年に上院の公聴会で、アルツハイマー病への政府の支援拡大を訴えている。

## フィルモグラフィー

### 映画
| 公開年 | 邦題 原題                                                                                    | 役名                                           | 備考                                                       | 吹き替え                                                               |
| ------ | -------------------------------------------------------------------------------------------- | ---------------------------------------------- | ---------------------------------------------------------- | ---------------------------------------------------------------------- |
| 2001   | ドニー・ダーコ Donnie Darko                                                                  | リッキー・ダンフォース                         |                                                            |                                                                        |
| 2004   | 俺たちニュースキャスター Anchorman: The Legend of Ron Burgundy                               | スコッティ                                     |                                                            |                                                                        |
| 2005   | 40歳の童貞男 The 40 Year Old Virgin                                                          | カル                                           | 共同プロデューサー                                         | 遠藤純一                                                               |
| 2006   | トラブル・マリッジ カレと私とデュプリーの場合 You, Me and Dupree                             | ニール                                         |                                                            | 髙階俊嗣                                                               |
| 2007   | シュレック3 Shrek the Third                                                                  | 船長                                           | 声の出演                                                   |                                                                        |
| 2007   | 無ケーカクの命中男/ノックトアップ Knocked Up                                                 | ベン・ストーン                                 | 製作総指揮                                                 | 遠藤純一                                                               |
| 2007   | スーパーバッド 童貞ウォーズ Superbad                                                         | マイケルズ                                     | 脚本・製作総指揮                                           | 木村雅史                                                               |
| 2008   | スパイダーウィックの謎 The Spiderwick Chronicles                                             | ホグスクイール                                 | 声の出演                                                   | 遠藤純一                                                               |
| 2008   | ホートン ふしぎな世界のダレダーレ Horton Hears a Who!                                        | モートン                                       | 声の出演                                                   | 石丸博也                                                               |
| 2008   | カンフー・パンダ Kung Fu Panda                                                               | マンティス                                     | 声の出演                                                   | 桐本拓哉                                                               |
| 2008   | 俺たちステップ・ブラザース -義兄弟- Step Brothers                                            | スポーツ用品店のマネージャー                   | カメオ出演                                                 |                                                                        |
| 2008   | スモーキング・ハイ Pineapple Express                                                         | デイル・デントン                               | 原案・脚本・製作総指揮                                     | 乃村健次                                                               |
| 2008   | 恋するポルノ・グラフィティ Zack and Miri Make a Porno                                        | ザック・ブラウン                               |                                                            | 遠藤純一                                                               |
| 2009   | ファンボーイズ Fanboys                                                                       | アドミラル・シーショルツ / エイリアン / ローチ |                                                            | 遠藤純一                                                               |
| 2009   | モンスターVSエイリアン Monsters vs. Aliens                                                   | B.O.B.                                         | 声の出演                                                   | 日村勇紀                                                               |
| 2009   | オブザーブ・アンド・レポート Observe and Report                                              | ロニー・バーンハード                           |                                                            |                                                                        |
| 2009   | 素敵な人生の終り方 Funny People                                                              | アイラ・ライト                                 | スター・チャンネル放送時のタイトルは『ファニー・ピープル』 | 畠山豪介                                                               |
| 2011   | グリーン・ホーネット The Green Hornet                                                        | ブリット・リード / グリーン・ホーネット        | 脚本・製作総指揮                                           | 山寺宏一                                                               |
| 2011   | 宇宙人ポール Paul                                                                            | ポール                                         | 声の出演                                                   | 遠藤純一                                                               |
| 2011   | カンフー・パンダ2 Kung Fu Panda 2                                                            | マンティス                                     | 声の出演                                                   | 桐本拓哉                                                               |
| 2011   | 50/50 フィフティ・フィフティ 50/50                                                           | カイル・ハイロンズ                             |                                                            | 鶴岡聡                                                                 |
| 2011   | テイク・ディス・ワルツ Take This Waltz                                                       | ルー・ルビン                                   |                                                            |                                                                        |
| 2012   | ダイヤルはン〜フ〜 For a Good Time, Call...                                                  | ジェリー                                       |                                                            |                                                                        |
| 2012   | 人生はノー・リターン 〜僕とオカン、涙の3000マイル〜 The Guilt Trip                           | アンディ・ブリュースター                       | 製作総指揮                                                 | 遠藤純一                                                               |
| 2013   | ディス・イズ・ジ・エンド 俺たちハリウッドスターの最凶最期の日 This Is the End                | セス・ローゲン                                 | 監督・脚本・製作                                           | 乃村健次                                                               |
| 2014   | ネイバーズ Neighbors                                                                         | マック・ラドナー                               | 製作                                                       | 遠藤純一                                                               |
| 2014   | 22ジャンプストリート 22 Jump Street                                                          | 本人 / モートン・シュミット                    | カメオ出演                                                 | 櫻井トオル                                                             |
| 2014   | ザ・インタビュー The Interview                                                               | アーロン・ラポポート                           | 監督・原案・製作                                           | （吹き替え版なし）                                                     |
| 2015   | スティーブ・ジョブズ Steve Jobs                                                              | スティーブ・ウォズニアック                     |                                                            |                                                                        |
| 2015   | ナイト・ビフォア 俺たちのメリーハングオーバー The Night Before                               | アイザック                                     | 製作                                                       | 遠藤純一                                                               |
| 2016   | カンフー・パンダ3 Kung Fu Panda 3                                                            | マンティス                                     | 声の出演                                                   | 桐本拓哉                                                               |
| 2016   | ソーセージ・パーティー Sausage Party                                                         | フランク / サージェント・ペッパー              | 声の出演 脚本・製作                                        | 小松史法                                                               |
| 2016   | ネイバーズ2 Neighbors 2: Sorority Rising または Bad Neighbors 2                              | マック・ラドナー                               | 脚本・製作                                                 | 遠藤純一                                                               |
| 2017   | ディザスター・アーティスト The Disaster Artist                                               | サンディ・シュクレア                           |                                                            | （吹き替え版なし）                                                     |
| 2018   | パパと娘のハネムーン Like Father                                                             | ジェフ                                         | Netflixオリジナル映画                                      | 遠藤純一                                                               |
| 2019   | ロング・ショット 僕と彼女のありえない恋 Long Shot                                            | フレッド・フラースキー                         | 製作                                                       | （吹き替え版なし）                                                     |
| 2019   | ライオン・キング The Lion King                                                               | プンバァ                                       | 声の出演                                                   | 佐藤二朗                                                               |
| 2022   | チップとデールの大作戦 レスキュー・レンジャーズ Chip 'n Dale: Rescue Rangers                 | ボブ、プンヴァ、マスター・カマキリ、B.O.B.     | 声の出演                                                   | 多田野曜平（ボブ） 佐藤二朗（プンヴァ） 桐本拓哉（マスター・カマキリ） |
| 2022   | フェイブルマンズ The Fabelmans                                                               | ベニー                                         |                                                            | 落合弘治                                                               |
| 2023   | ザ・スーパーマリオブラザーズ・ムービー The Super Mario Bros Movie                            | ドンキーコング                                 | 声の出演                                                   | 武田幸史                                                               |
| 2023   | ミュータント・タートルズ:ミュータント・パニック! Teenage Mutant Ninja Turtles: Mutant Mayhem | ビーバップ                                     | 製作 声の出演                                              | 落合弘治                                                               |
| 2023   | ダム・マネー ウォール街を狙え! Dumb Money                                                    | ゲイブ・プロトキン                             |                                                            | （吹き替え版なし）                                                     |
| 2024   | ライオン・キング:ムファサ Mufasa: The Lion King                                              | プンバァ                                       | 声の出演                                                   | 佐藤二朗                                                               |
| TBA    | Being Mortal                                                                                 |                                                | 撮影中                                                     |                                                                        |

### テレビ
| 放映年    | 邦題 原題                                                               | 役名                           | 備考                                          | 吹き替え           |
| --------- | ----------------------------------------------------------------------- | ------------------------------ | --------------------------------------------- | ------------------ |
| 1999-2000 | フリークス学園 Freaks and Geeks                                         | ケン・ミラー                   | 計18話出演                                    | 遠藤純一           |
| 2003      | ドーソンズ・クリーク Dawson's Creek                                     | ボブ                           | シーズン6第13話「Rock Bottom」                |                    |
| 2006      | アメリカン・ダッド American Dad!                                        | 生徒                           | シーズン2第1話「Camp Refoogee」 声の出演      |                    |
| 2009      | ファミリー・ガイ Family Guy                                             | 本人役                         | 計2話出演                                     | （吹き替え版なし） |
| 2009-2014 | ザ・シンプソンズ The Simpsons                                           | 本人役 / ライル・マッカーシー  | 計2話出演                                     | （吹き替え版なし） |
| 2013      | アレステッド・ディベロプメント Arrested Development                     | 若きジョージ・ブルース・シニア | 計4話出演                                     |                    |
| 2013      | バーニング・ラブ Burning Love                                           | ロジャー                       | 計2話出演                                     |                    |
| 2017      | カレッジ・フレンズ Friends from College                                 | ポール・ドブキン               | シーズン1第6話「2度目の結婚式」 Netflixで配信 |                    |
| 2019      | トワイライト・ゾーン The Twilight Zone                                  | Adam Wegman                    | シーズン1第10話「影男」                       | かぬか光明         |
| 2019      | ザ・ボーイズ The Boys                                                   | 本人役                         | 製作総指揮 ゲスト出演                         |                    |
| 2019-     | デイビッド・チャンの世界を食べつくせ! Breakfast, Lunch & Dinner         |                                | ドキュメンタリー Netflixで配信                | （吹き替え版なし） |
| 2020      | マペット大集合! Muppets Now                                             | 本人役                         | Disney+で配信                                 | 遠藤純一           |
| 2021      | パム&トミー Pam & Tommy                                                 | ランド・ゴティエ               | Disney+で配信                                 | （吹き替え版なし） |
| 2023-     | プラトニック Platonic                                                   | ウィル                         | 製作総指揮 Apple TV+で配信                    | 飯島肇             |
| 2024-     | ソーセージ・パーティー 〜理想郷 フードトピア〜 Sausage Party: Foodtopia | フランク                       | Amazon Prime Videoで配信 声の出演             | 小松史法           |
| 2025      | ザ・スタジオ The Studio                                                 | マット・レミック               | 製作総指揮 Apple TV+で配信                    | 遠藤純一           |